# Parigi-Bruxelles 1937
La Parigi-Bruxelles 1937, ventinovesima edizione della corsa, si svolse il 4 aprile 1937 su un percorso di 380 km, con partenza da Parigi e arrivo a Bruxelles. Fu vinta dal belga Albert Beckaert davanti ai suoi connazionali Frans Bonduel e Jules Lowie.

## Ordine d'arrivo (Top 10)
| Pos. | Corridore        | Squadra | Tempo |
| ---- | ---------------- | ------- | ----- |
| 1    | Albert Beckaert  |         |       |
| 2    | Frans Bonduel    |         |       |
| 3    | Jules Lowie      |         |       |
| 4    | Jozef Huts       |         |       |
| 5    | Edgard De Caluwé |         |       |
| 6    | Albert Hendrickx |         |       |
| 6    | Marcel Kint      |         |       |
| 6    | Marcel Laurent   |         |       |
| 6    | Sylvère Maes     |         |       |
| 6    | Edward Vissers   |         |       |